# Rusiner
Rusiner (även rutener, ruser, routener, ruthener, rusnaker) (tyska: Ruthenen, lat. Rutheni, Ruteni) är ett ord som härleds ur ordroten Rus, och är en etnonym som betecknar kärnbefolkningen i Rutenien och är ett samlingsbegrepp för ukrainare och belarusier.

## Etnonym och identitet
Som etnonym påträffas ordet rusin (rhos) i en frankisk krönika från år 839 Namnet användes om människor med anknytning till Rutenien; ordet förekommer därefter i en mängd källor, däribland i Kievfursten Olegs avtal med grekerna i Bysans år 911 (nämns 7 gånger), Igors avtal från 945 (nämns 6 gånger), i staden Smolensks avtal med tyskarna, och används senare som etnonym i Galizien-Volynien-furstendömet, Storfurstendömet Litauen och som en samlande beteckning på ukrainarna och belarusierna i de polska texterna mellan 1200- och 1900-talet, en benämning båda dessa folken betecknar sig med.
Under medeltiden, och då särskilt under 1500- och 1600-talen, användes termen rusinskij i centrala Ukraina beträffande språket, religionen samt som en etnonym för att beteckna nationaliteten hos folket som bodde i dessa områden. I Galizien och Bukovina överlevde detta namn till början av 1950-talet, och i Transkarpatien används det ännu idag. Uppskattningsvis finns det idag omkring 1,2 miljoner rusiner.
En liten parentes i sammanhanget är att områdena som de polsk-ryska krigen 1648–1654 och 1654–1667 hade berört kallades för Lillrutenien och befolkningen i dessa för rutener. Beteckningen "Ukraina" användes av den polska sidan, och då endast i territoriellt syfte för att beskriva vojvodskapen i de östra delarna av landet. Polackerna själva kallade "ukrainarna" för rusiner (polska: "rusini", ett ord med rötter i 900-talets Rutenien), som avsåg "folk från Rus" och Kievrus, vilket många dokument från den tiden visar. Folken i Ukraina och Belarus använde samma namn om sig själva.. I svenska skrifter benämns rusiner ibland felaktigt "ryssar".

## Språk
Det finns två rutenska språk, rusinska och karpatorusinska. Rusinska är ett östslaviskt språk (under västslavisk påverkan eller vice versa). En av dialekterna av rusinska är ett av de sex officiella språken i Vojvodina i norra Serbien, där omkring 18 000 talare är bosatta. Det är även ett erkänt minoritetsspråk i Bosnien och Hercegovina, Kroatien, Rumänien, Serbien, Slovakien och Ungern. I Ukraina, där språket också talas, räknas det som en ukrainsk dialekt. Karpatorutenska  är ett östslaviskt språk som talas av rusiner i Karpaterna (i Slovakien, södra Polen och västra Ukraina). Antalet talare av karpatorusinska är osäkert, men det finns åtminstone omkring 14 000 som kallar sig rusiner i Slovakien.